# Frans van Mieris der Ältere

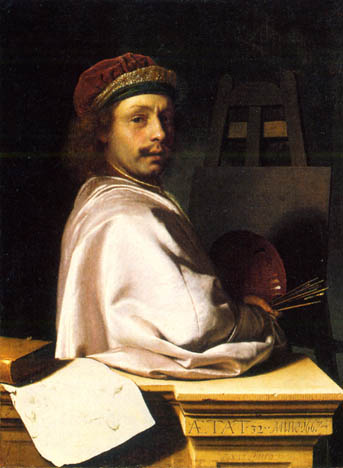
Selbstporträt 1667

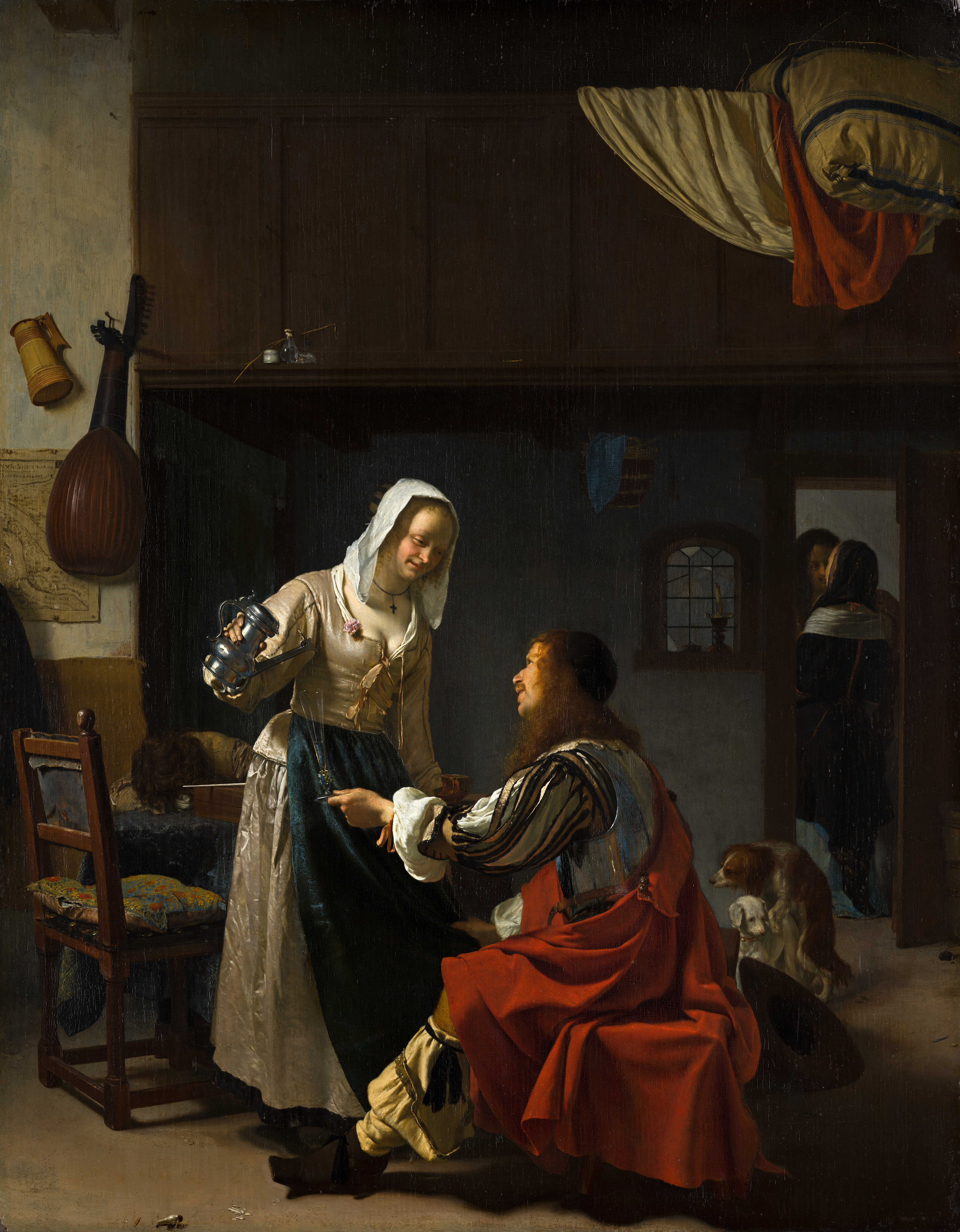
Der Soldat und das Mädchen (Bordellszene), 1658, Mauritshuis

Frans van Mieris der Ältere (* 16. April 1635 in Leiden; † 12. März 1681 in Leiden, begraben in der St. Pieterskerk) war ein niederländischer Porträt-, Historien- und Genremaler. 

## Ausbildung
Er war ein Sohn des Goldschmieds und Diamantsetzers Jan Bastiansz. van Mieris und dessen Frau Christine Willemsdr. van Garbartijn. Seine Ausbildung begann er zunächst 1647 bei seinem Cousin, dem Goldschmied Willem Fransz. 1650 wechselte er jedoch sein Berufsziel und trat bei dem Glasmaler Abraham Toorenvliet in die Lehre. Kurze Zeit später wurde er Schüler von Gerard Dou, dem wohl bekanntesten Vertreter der Leidener Feinmalerei, der ihn später als den Prinzen seiner Schüler bezeichnete und hervorhob. 1658 trat Frans van Mieris der Leidener St.-Lukas-Gilde bei. 1663 und 1664 fungierte er als deren Hauptmann und 1665 als Vorsteher.
Frans van Mieris schuf im Stil der Feinmalerei mit einer präzisen Detailtreue vor allem Darstellungen aus dem geselligen und häuslichen Leben der vornehmen Welt. Die späten Bilder des Malers wurden kleinformatiger und weisen klassizistische Einflüsse auf.

## Meisterschaft
Seine Meisterschaft beruht vornehmlich in der Feinheit der malerischen Behandlung, in der Eleganz der Zeichnung und in der virtuosen Wiedergabe des Stofflichen. Doch sind seine Porträts und Genrefiguren, die teils der vornehmen Welt, teils dem Bürgerstand angehören, meist oberflächlich und glatt in der Charakteristik. Seine Genrebilder sind meist auf zwei oder drei Figuren beschränkt. In der Galerie Den Haag finden sich Bildnisse von Mieris und seiner Frau, desgleichen in der Alten Pinakothek in München. Letztere Sammlung ist besonders reich an Meisterwerken von Mieris’ Hand (das Austernfrühstück, die Lautenspielerin, der Reiterstiefel, der Trompeter, die kranke Frau), viele derselben befinden sich auch in Paris, Dresden (Werkstatt des Künstlers, Frau und Mädchen mit der Laute) und Berlin (Junge Dame vor dem Spiegel).
Frans van Mieris heiratete 1657 Cunera van der Cock. Das Ehepaar hatte fünf Kinder. Seine Söhne Jan und Willem sowie sein Enkelsohn Frans waren ebenfalls bedeutende Maler.
- Jan van Mieris (* 17. Juni 1660 in Leiden; † 17. März 1690) lernte bei Lairesse und malte meist Porträts in größerem Maßstab. Er besuchte Deutschland, ging dann nach Florenz und endlich nach Rom, wo er 17. März 1690 starb.
- Willem van Mieris (* 1662 in Leiden; † 26. Januar 1747 in Leiden) malte in ähnlicher Weise kleine Gesellschaftsbilder, stand jedoch dem Vater nach.
- Frans van Mieris (* 24. Dezember 1689 in Leiden; † 22. Oktober 1763 daselbst), der jüngere Sohn von William Mieris, malte ebenfalls Genrestücke und Porträts in Nachahmung seines Vaters und Großvaters. Verdienstlicher als seine glatten Bilder sind seine Historie der nederlandsche vorsten (Haag 1732–35, 3 Bände), das Groot charterboek der graven van Holland, van Zeeland en herren van vriesland (Leipz. 1753–56, 4 Bände), zu welchen Werken er die Münzen nach seinen Zeichnungen stechen ließ, und die Handvesten der stad Leyden (Leiden 1759, 2 Bände; den 1. Band sowie die Zusätze zu demselben besorgte Daniel van Alphen).

## Werkauswahl
- Duet – 1658, Schwerin, Staatliches Museum
- Der Künstler eine Dame malend – Dresden, Gemäldegalerie, seit 1945 verschollen
- Dame vor dem Spiegel – München, Alte Pinakothek
- Das Austernfrühstück – München, Alte Pinakothek
- Der schlafende Offizier im Gasthaus – München, Alte Pinakothek
- Der Reiterstiefel – München, Alte Pinakothek
- Ein Trompeter – München, Alte Pinakothek
- Selbstporträt im Alter von 32 Jahren – 1667, Polesden Lacey (National Trust).
- A Cavalier (Selbstporträt) 1657–1659, Art Gallery of New South Wales, Sydney – Am 14. Juni 2007 bestätigte die Museumsleitung, dass das Bild an einem der vorangegangenen Tage während des laufenden Museumsbetriebs von der Wand gestohlen wurde. ABC-News
- Dame am Cembalo, 1658, Öl auf Holz, Höhe: 31,6 cm, Staatliches Museum Schwerin

## Galerie

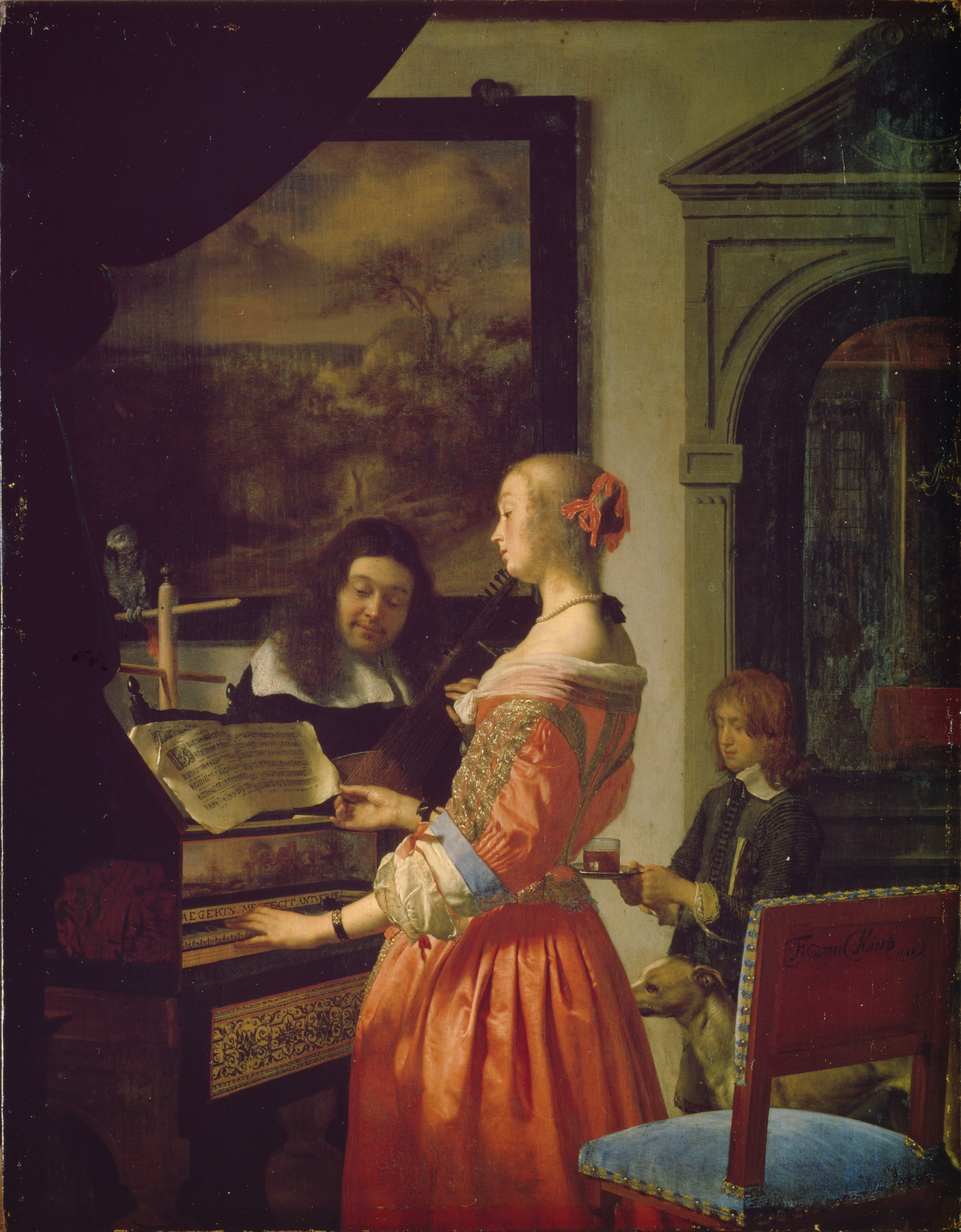
Dame am Cembalo 1658
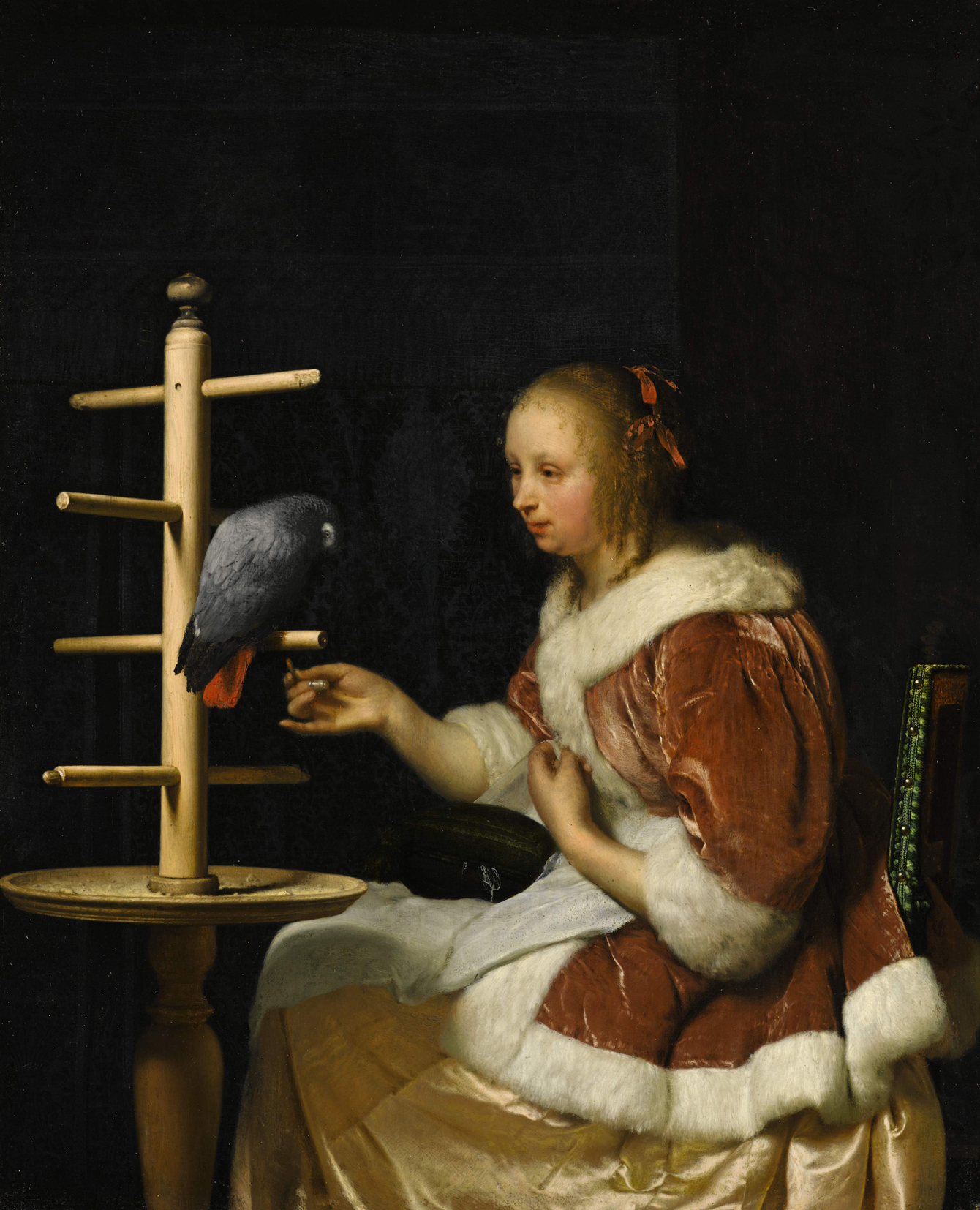
Junge Frau füttert Papagei, 1663
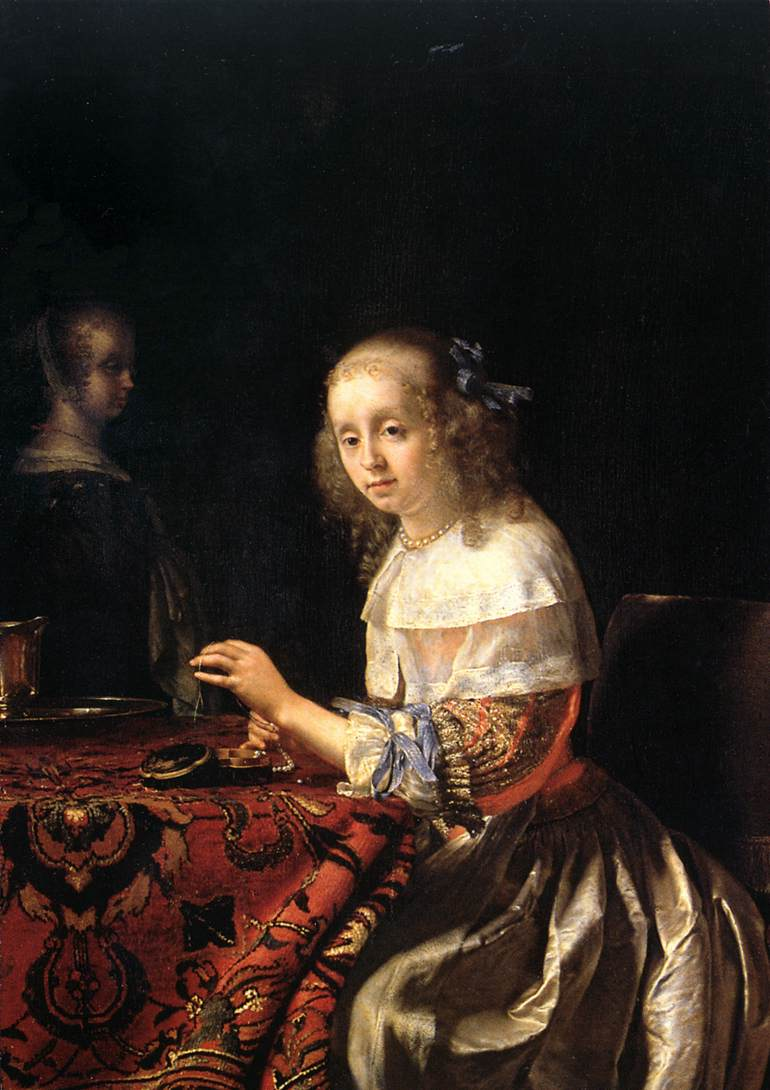
Spitzenmacherin
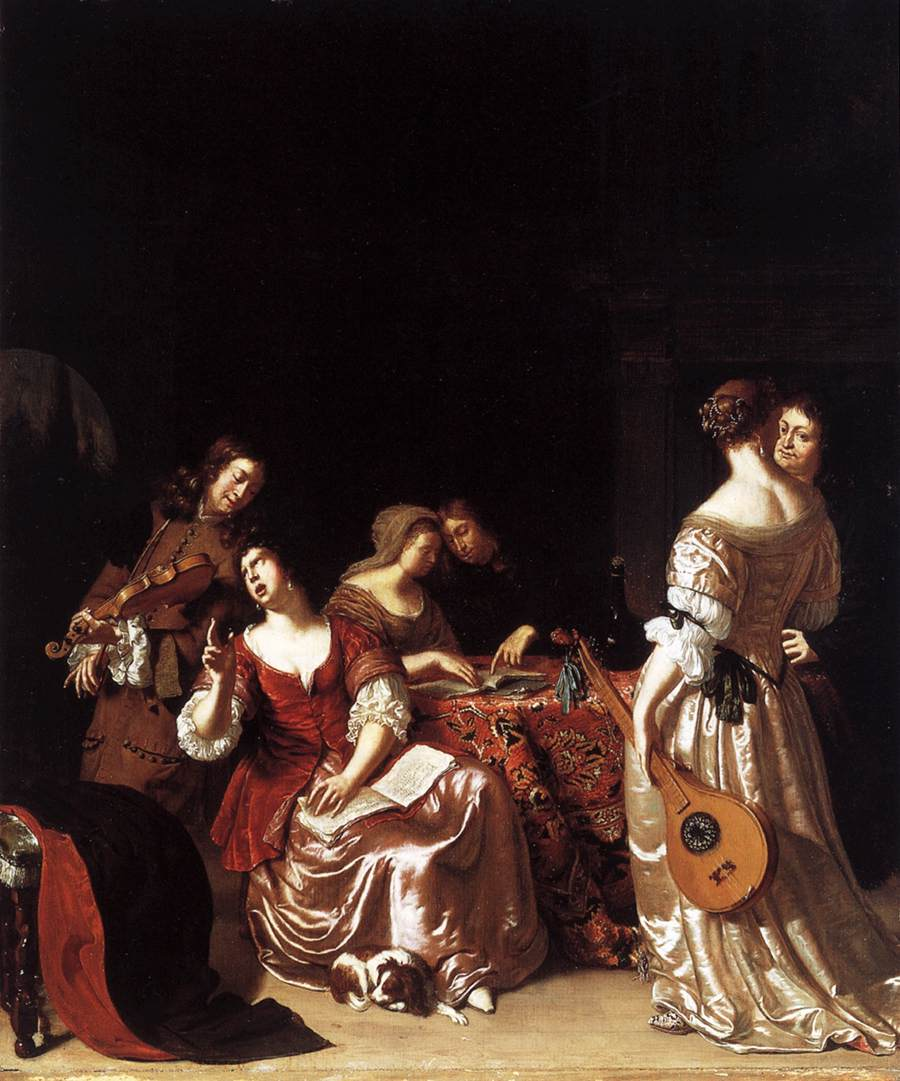
Musikalische Gesellschaft
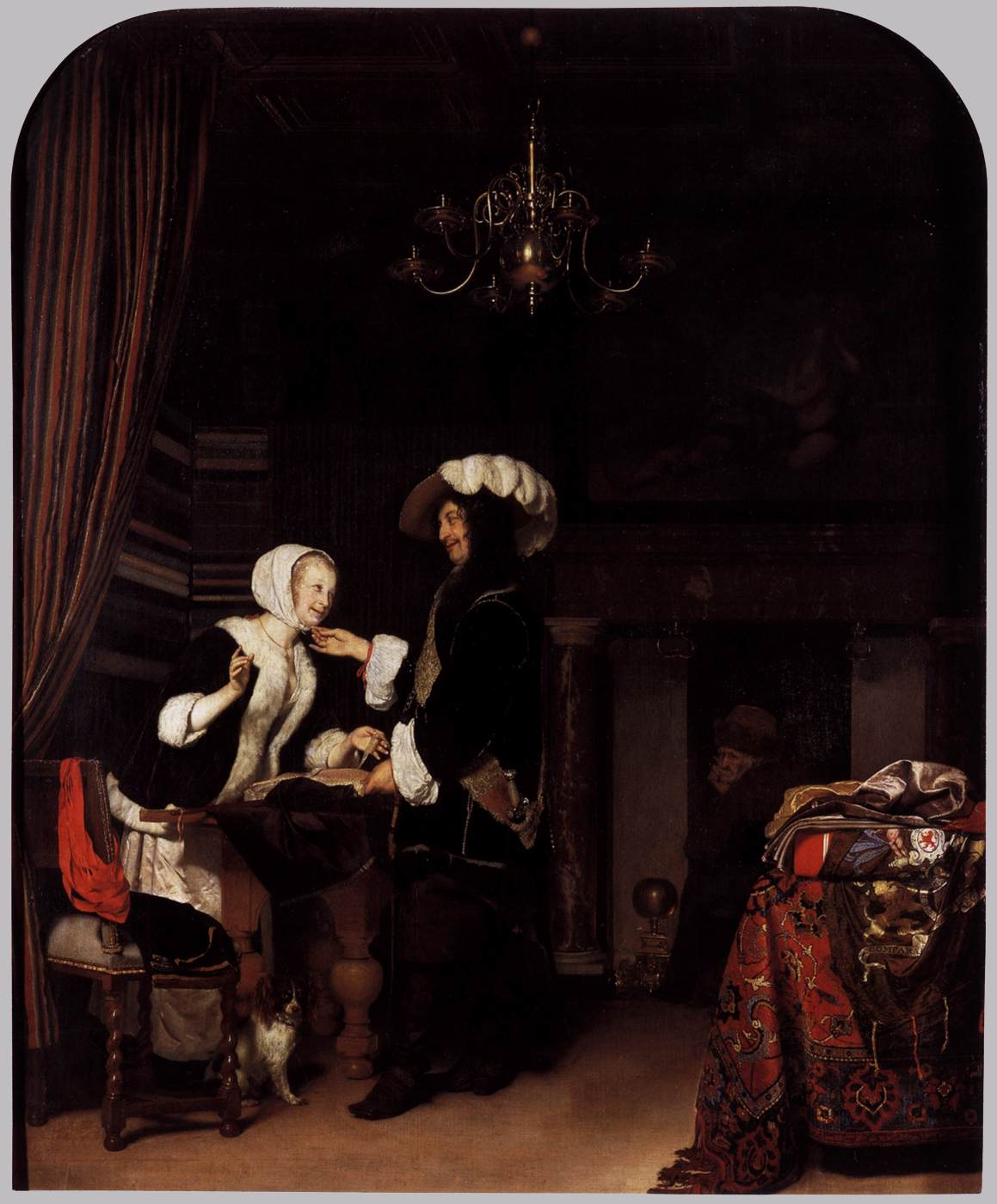
Kleiderladen
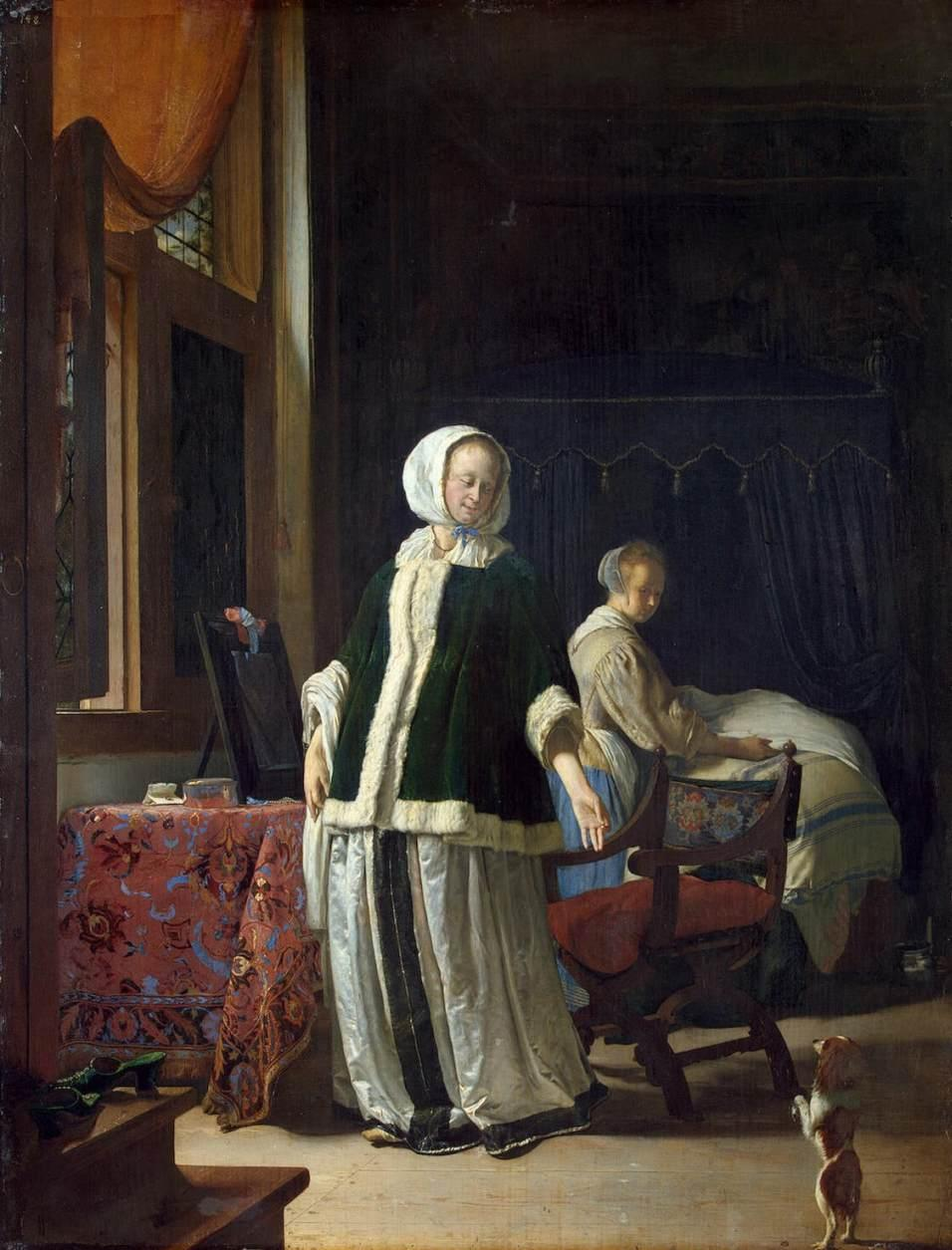
Frau bei der Morgentoilette
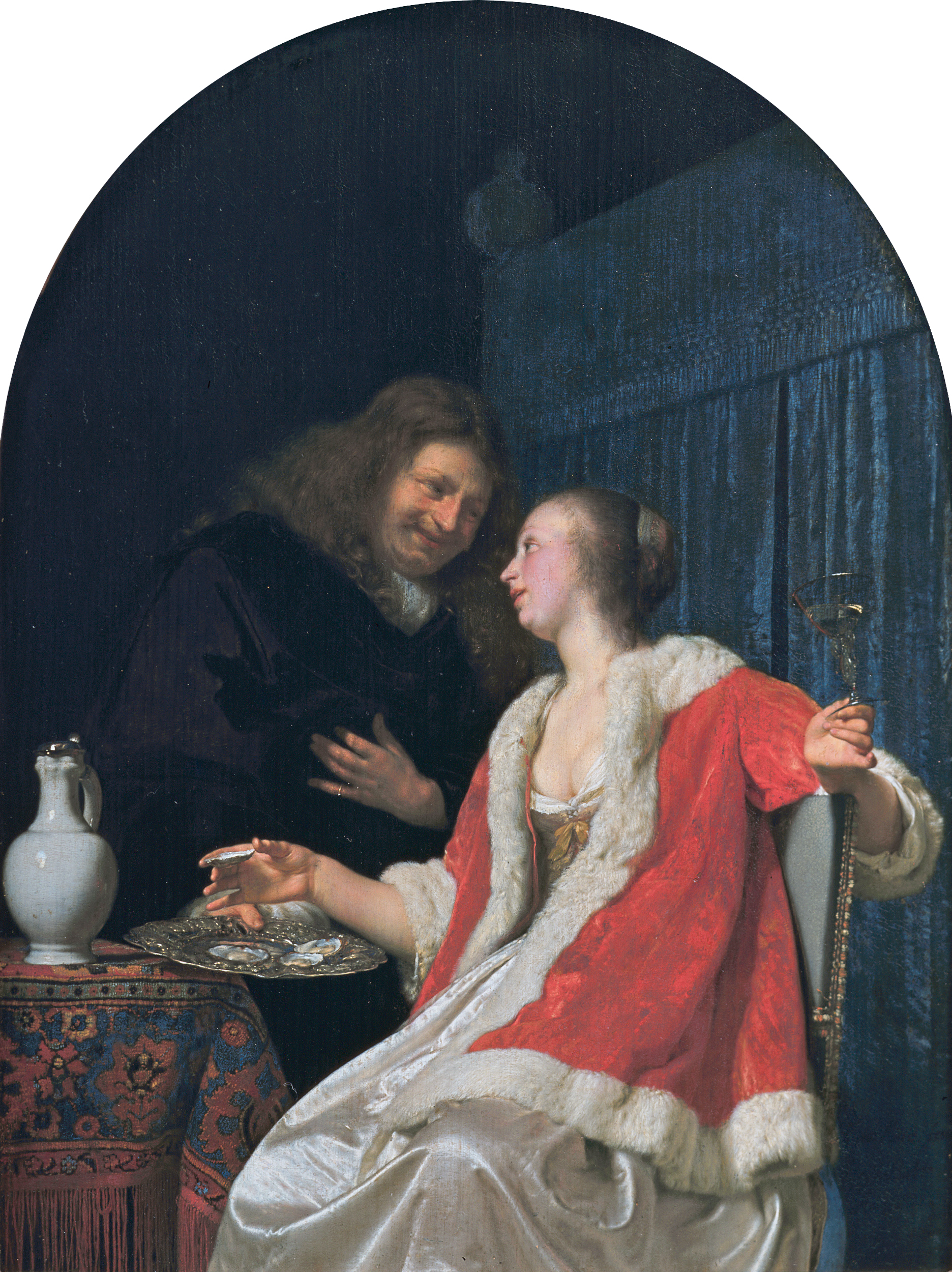
Austernmahlzeit
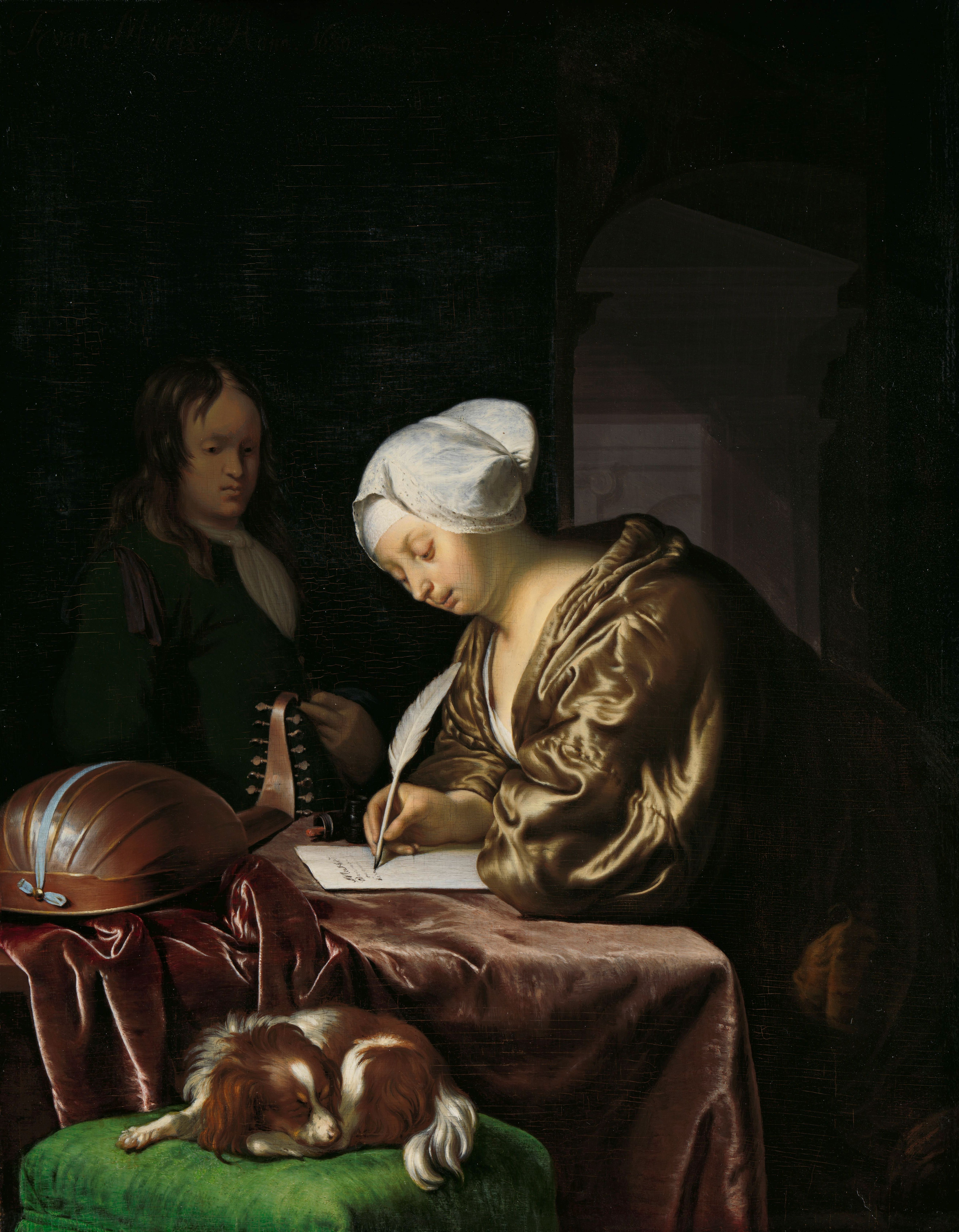
Briefschreiberin